# جائزة ماليزيا الكبرى للدراجات النارية 2002
جائزة ماليزيا الكبرى للدراجات النارية 2002 هو سباق دراجات نارية أقيم بتاريخ 13 أكتوبر 2002 في حلبة سيبانغ الدولية. كان الجولة الرابعة عشر من أصل 16 في سباق الجائزة الكبرى للدراجات النارية موسم 2002. فاز الإيطالي ماكس بياجي بفئة الموتو جي بي بينما جاء الإيطالي فالنتينو روسي في المركز الثاني وحصل على المركز الثالث البرازيلي أليكس باروس.

## وصلات خارجية
- الموقع الرسمي